# طاهرة حميمش
طاهرة حميميش (مواليد 26 سبتمبر 1989 في وجدة)، هي مطربة و ممثلة مغربية.
شاركت في النسخة السابعة لبرنامج ستار أكاديمي على قناة المؤسسة اللبنانية للإرسال اللبنانية، ظهرت موهبتها الغنائية في عمر سبع سنوات بدأت تغني الأغاني الطربية والكلاسكية، وقفت على خشبة مسرح الجامعة ومسارح الأندية الثقافية في مدينة وجدة، وتخصصت في غناء الموشحات والأناشيد الأندلسية.
تم تتويج المغربية طاهرة ملكة جمال برنامج ستار أكاديمي من قبل موقع خبر عاجل اللبناني، الذي لقبها بهذا اللقب بعد استطلاع رأى أجراه على مدار عدة أشهر كما فازت أيضا بلقب أفضل مطربة صاعدة من مهرجان موسيقى الشرق الأوسط المعروف اختصارا باسم MEMA، ومن أبرز أغانيها عذراك من كلمات وألحان الفنانة هدى سعد، أيوه بحبه من كلمات أسامة محرز وألحان بلال سرور وتوزيع أحمد الموجي و إنتاج شركة بوز ميوزيك , وأغنية هبلني كلمات وألحان الفنان عبد العالي الغاوي. ثم عملت بعد ذلك مع شركة الإنتاج mostafa sorour scratchحيث أصدرت ألبوم بعنوان " لو نتقابل "  و مجموعة من الأغانى و الفيديو كليب باللهجات المصرية و المغربية و الخليجية. خاضت تجربة التمثيل فى مسلسلات مصرية مثل ولد الغلابة ، نصيبى و قسمتك ، سلطانة المعز. ثم عادت إلى المغرب و شاركت فى الجزئين الثانى و الثالث من المسلسل الناجح " سلمات أبو البنات" و شاركت فى بطولة مسلسل "المختفى".